# Montreuil-sous-Pérouse
Montreuil-sous-Pérouse é uma comuna francesa na região administrativa da Bretanha, no departamento Ille-et-Vilaine. Estende-se por uma área de 15,6 km². Em 2010 a comuna tinha 1 043 habitantes (densidade: 66,9 hab./km²).